# FaDB
FaDB er en forkortelse for Foreningen af Danske Biologer. Det er en forening for lærere med biologi i gymnasiet, på seminarier eller biologer i privat stilling.

## Ekstern henvisning
- Foreningens hjemmeside Arkiveret 20. december 2003 hos  Wayback Machine